# Chris Duhon
Chris Nicholas Duhon (* 31. August 1982 in Mamou, Louisiana) ist ein ehemaliger US-amerikanischer Basketballspieler.

## Karriere

### College
Als Senior auf der Salmen High School in Slidell, Louisiana, wurde Chris Duhon zum Mr. Basketball des Staates Louisiana gewählt. Außerdem wurde er McDonalds All American, gewann den Three Point Shootout und wurde mit dem Morgan Wooten und dem Naismith Sportsmanship Award ausgezeichnet. Anschließend wechselte Duhon auf die Duke University in Durham, die bereits zahlreiche NBA-Stars hervorgebracht hat.
In seiner Freshman-Saison (2000) hatte Duhon die Aufgabe, als sechster Mann den startenden Point Guard Jay Williams zu entlasten. Jedoch verletzte sich bald Carlos Boozer, und Jay Williams rückte auf die Position des Shooting Guards. Chris Duhon wurde so der startende Point Guard des Teams. Mit dieser Konstellation gewann Duke 2001 den Titel.
In seiner Sophomore-Saison blieb Duhon Point Guard und Jason Williams lief weiter als Shooting Guard auf. Chris Duhon verbesserte während dieser Saison vor allem seine Verteidigung und seine Übersicht auf dem Feld. Duhon erreichte 2,3 Steals und 5,9 Assists pro Spiel.
Duhon war seit seiner Junior-Saison der wichtigste Spieler der Duke Blue Devils. So führte er das Team in der Saison 2002–2003 unter die Sweet Sixteen der NCAA und steuerte 9,2 Punkte, 6,4 Assists und 2,2 Steals pro Spiel zum Erfolg bei. Damit zählt er zu den zehn besten Passgebern in der Geschichte der NCAA Division I.
In seiner Senior-Saison erreichte Chris Duhon im Schnitt 10,0 Punkte, 6,0 Assists, 2,2 Steals und 4,1 Rebounds pro Spiel. Das Team erreichte erneut die Final Four.
Duhon beendete seine Karriere in Duke als Spieler mit den meisten Steals (300), den meisten gespielten Minuten (4813) und den zweitmeisten Assists (819). Außerdem hatte er einer der besten Assist/Turnover-Verhältnisse in der Geschichte seines Colleges. In den vier Jahren mit Duhon erreichte das College eine Bilanz von 123 Siegen bei 21 Niederlagen. Nur Shane Battier konnte mit Duke mehr Siege holen (131). Duhon half den Blue Devils, 3 ACC-Titel zu gewinnen. Er war Finalist für den Wooden Award 2004, den Naismith Award 2004 und die Adolph Rupp Trophy. Er ist der einzige Spieler der Atlantic Coast Conference, der 1200 Punkte, 800 Assists, 475 Rebounds, 300 Steals und 125 Dreier erreichte.

### Chicago Bulls
Im Juni 2004 wählten die Chicago Bulls Chris Duhon an 38. Stelle in der NBA-Draft aus. In seiner Rookie-Saison spielte Duhon alle 82 Spiele und erzielte im Schnitt 5,9 Punkte und 4,9 Assists pro Spiel. Sein punktreichstes Spiel war gegen die Atlanta Hawks. Er erzielte 24 Punkte, allesamt Dreier. 8 Dreier war ein neuer Franchiserekord, der jedoch im nächsten Jahr von Ben Gordon (9 Dreier) gebrochen wurde. Die Bulls verpflichteten Duhon für die folgende Saison 2005/06 erneut. In dieser erreichte er 8,7 Punkte und 5,0 Assists pro Spiel.
Duhon spielte eine entscheidende Rolle in der ersten Playoff-Serie, die seit Michael Jordan gewonnen wurde. Das Team bezwang den Titelverteidiger Miami Heat mit 4:0. Da Kirk Hinrich in der Serie oft in Foulprobleme geriet, erhielt Duhon viele Minuten und spielte bei den vier Siegen eine wichtige Rolle.
In der neuen Saison zeigte Duhon, dass er ein guter Point Guard ist und füllte die Spielmacher-Rolle solide. In einem Spiel gegen die Golden State Warriors am 7. Februar 2008 erzielte er 34 Punkte, 9 Assists, 3 Steals, 2 Rebounds und 4 Dreier. Am 30. Juni 2008 endete Chris Duhons Vertrag mit den Bulls.

### New York Knicks
Am 4. Juli unterschrieb Duhon einen Vertrag mit den New York Knicks, der ihn in 2 Jahren 12 Millionen Dollar verdienen ließ. Er hatte auch ein Angebot von der Orlando Magic, wollte jedoch nicht nur ein Backup für Jameer Nelson sein, sondern selbst starten. Bei den Knicks konnte er dies, weil Stephon Marbury zu den Boston Celtics ging.
Am 29. November 2008 erzielte er gegen die Golden State Warriors mit 22 Assists einen neuen Rekord für die New York Knicks. Die Playoffs erreichte das Team in der Saison 2008/2009 aber wiederum nicht.

### Orlando Magic
Am 8. Juli 2010 unterschrieb er einen Vierjahresvertrag bei der Orlando Magic, kam dort jedoch nie über eine Reservistenrolle hinaus.

### Los Angeles Lakers
Am 10. August 2012 wurde Duhon zusammen mit Dwight Howard und Earl Clark zu den Los Angeles Lakers transferiert.
Diese entließen ihn am 29. Juni 2013.

## Sonstiges
Als Hurrikan Katrina seine Highschool-Stadt Slidell zerstörte, spendete Duhon über 3000 Versorgungspakete für die dort Gefangenen.
NBA-Spieler Jarrett Jack ist sein Cousin.